# Johann Andreas Heinemann
Johann Andreas Heinemann (* 2. Februar 1717 in Großlöbichau; begraben 28. Februar 1798 in Gießen) war ein deutscher Orgelbauer, der im 18. Jahrhundert in Hessen wirkte.

## Leben
Heinemann stammte aus Thüringen und war Sohn von Hans Heinemann und Anna Catharina geb. Heinermann. Seine erste Ausbildung hat er vermutlich bei seinen Verwandten in Großlöbichau erhalten; unklar sind die Tätigkeit und der Aufenthaltsort nach 1741. 1747 ist er als Geselle der Thüringer Orgelbauer Johann Casper Beck und Johann Michael Wagner nachgewiesen. Diese schufen von 1747 bis 1750 die Orgel der Laubacher Stadtkirche, an deren Bau Heinemann maßgeblich beteiligt war. Am 9. Mai 1748 heiratete Heinemann in Laubach Anna Christine Philippine Schmidt (* 13. Juni 1722; † 30. März 1763) und hatte mit ihr vier Kinder, die zwischen 1749 und 1759 geboren wurden: Catharina Christiane (* 14. Juni 1749), Anton Friedrich Gottlieb (* 8. März 1751; † 17. November 1804 in Rotterdam), Johann Georg (* 18. November 1755; † 1787 in Gießen) und Catharina Eleonore (* 23. Mai 1759). Dort machte er sich anschließend als Orgelbauer selbstständig. Nachdem er bei Graf Christian August die Erlaubnis eingeholt hatte, verlegte er 1765 seine Werkstatt nach Gießen und erlangte am 24. Januar 1766 das Privileg als Hessen-Darmstädtischer Orgelmacher. Hingegen erhielt der berühmte Meister in Hessen-Kassel nur wenig Aufträge, da die einheimischen Orgelbauer energisch gegen den „Ausländer“ Protest einlegten. Heinemann wurde am 28. Februar 1798 in Gießen begraben. Sein Schwiegersohn Johann Peter Rühl, der am 30. Juli 1789 Catharina Christiana Heinemann heiratete, stammte aus Gießen und übernahm mit der Heirat auch die Werkstatt. Rühls Tochter heiratete 1809 Johann Georg Bürgy, der nach Rühls Tod die Gießener Werkstatt bis zu seinem Tod im Jahr 1841 weiterführte.
Der Sohn Antonius Friedrich Gottlieb Heyneman wurde ebenfalls Orgelbauer und übersiedelte in die Niederlande. Hier sind etliche Umbauten, Reparaturen und Instandhaltungsverträge nachgewiesen, aber auch einige Neubauten. Er erwarb sich einen Ruf als einer der „besten inländischen Künstler und Handwerker“ und schuf auch Kabinettorgeln.

## Werk

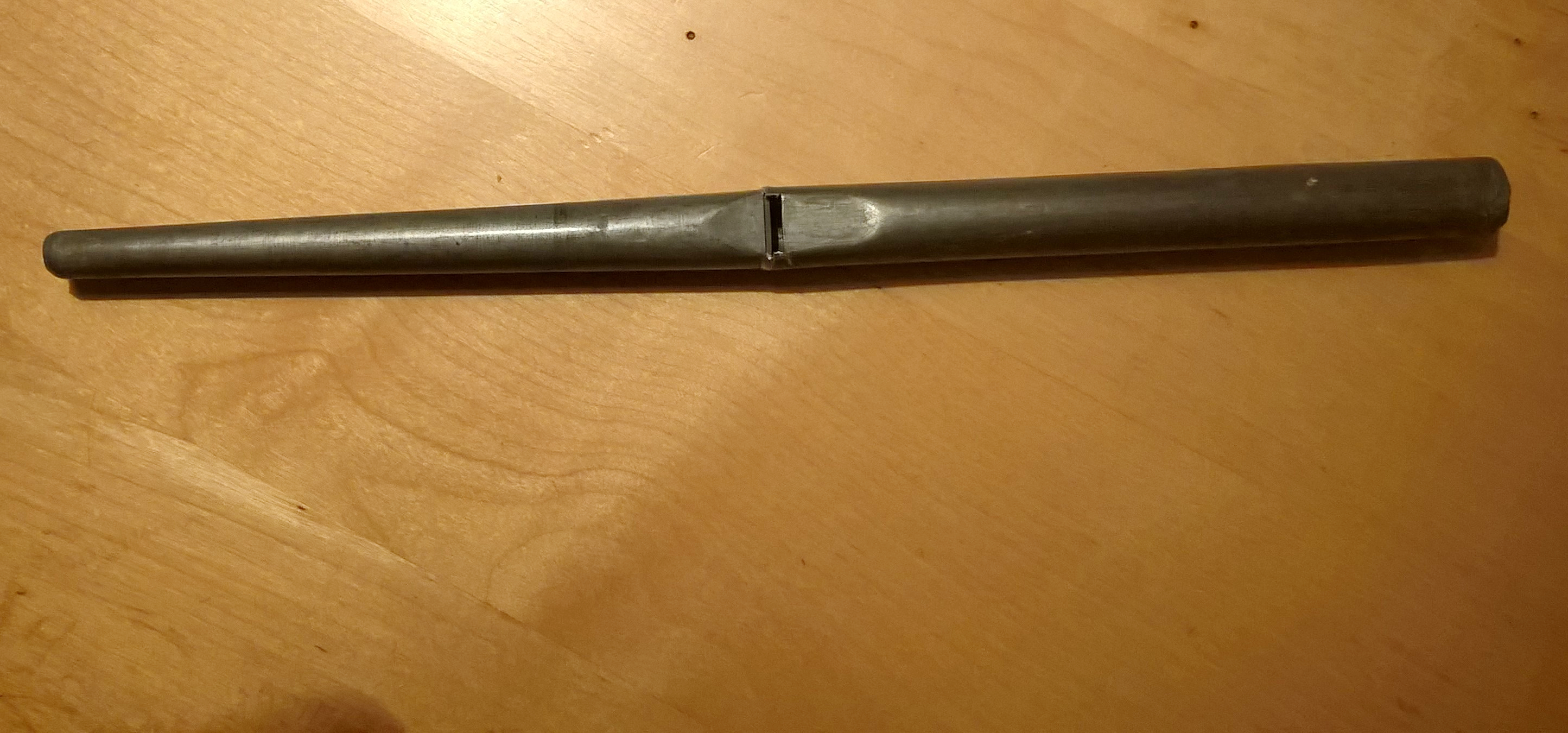
Sauber gelötete Mixtur-Orgelpfeife von Heinemann aus Breidenbach

Heinemann gilt als bedeutendster Orgelbauer Oberhessens in der zweiten Hälfte des 18. Jahrhunderts. Seine Werke sind weitgehend im Stil des Rokoko geprägt. Er setzt einen recht niedrigen Winddruck ein, der bei den erhaltenen Werken weniger als 60 mmWS beträgt. Im Vergleich mit zeitgenössischen Orgelbauern verfügen die Manualwerke um einen erweiterten Umfang von 53 Tönen (C–e3), während der Pedalumfang mit zwei vollen Oktaven (C–c1) dem mitteldeutschen Standard entspricht. Heinemanns Werke zeichnen sich durch eine hohe handwerkliche Fähigkeit in der Holz- und Metallverarbeitung aus. Der mitteldeutsche Werkaufbau mit Hauptwerk, Oberwerk und hinterständig aufgestelltem Pedal ähnelt den zweimanualigen Werken Gottfried Silbermanns.
Die meisten seiner Orgeln sind allerdings einmanualig und haben bei Instrumenten mit bis zu 15 Registern (Dauernheim) einen fünfachsigen Prospekt. Dieser hat einen überhöhten Mittelturm, mittelgroße Außentürme und zwischen den Türmen niedrige Flachfelder oder in wenigen Fällen flachrunde Felder. Die Flachfelder sind bei Heinemann eingeschossig und erst ab 14 Registern zweigeschossig bzw. in zwei unterschiedlichen Kästen übereinander gebaut. Nur in Kleinseelheim und Trais-Horloff sind die niedrigen Felder spitz ausgeführt. In der Regel schließen die eingeschossigen Flachfelder nach oben mit recht hohem Schleierwerk ab. Bis 1773 bevorzugte Heinemann Harfenfelder, anschließend werden sie bis auf Freienseen nicht mehr verwendet. Die Turmdächer sind reich profiliert und kragen nach oben trapezförmig aus. Zwischen dem unteren Gesimskranz und den Pfeifenfeldern sind recht hohe Vorsatzbretter angebracht. Die Windladen sind gegenüber dem Gesims erhöht eingebaut, sodass die Ventile von vorne leichter zugänglich sind. Die Verblendung durch Vorsätze findet sich auch bei der Orgelbauerfamilie Zinck, Johann Friedrich Syer und Johann Conrad Bürgy. Nur in Kleinseelheim und Nidda setzen die Außentürme tiefer an. Bei den drei Türmen ist die Folge spitz – rund – spitz (Viermünden/Gellershausen, Ortenberg, Kirchgöns, Dauernheim, Freienseen) oder rund – spitz – rund (Kleinseelheim, Trais-Horloff, Kirchberg, Nidda) anzutreffen.
Die Orgeln in Nieder-Gemünden (1760) und in Breidenbach (1769) sind weitgehend original erhalten. Für die Stiftskirche zu Wetter (1763–1766) schuf er ein zweimanualiges Werk. Möglicherweise gehen die anonymen Werke in Rodheim (1776) und Freienseen (1797) auf die Werkstatt Heinemann/Rühl zurück.

## Werkliste
Bisher sind mehr als ein Dutzend ein- oder zweimanualige Orgelneubauten Heinemanns nachgewiesen. An den letzten Arbeiten war sein Schwiegersohn mit beteiligt.
Kursivschreibung zeigt an, dass die Orgel nicht oder nur noch das historische Gehäuse erhalten ist. In der fünften Spalte bezeichnet die römische Zahl die Anzahl der Manuale, ein großes „P“ ein selbstständiges Pedal, ein kleines „p“ ein nur angehängtes Pedal. Die arabische Zahl gibt die Anzahl der klingenden Register an. Die letzte Spalte bietet Angaben zum Erhaltungszustand oder zu Besonderheiten.
| Jahr      | Ort             | Kirche                         | Bild | Manuale | Register | Bemerkungen |
| --------- | --------------- | ------------------------------ | ---- | ------- | -------- | --- |
| 1747–1751 | Laubach         | Ev. Stadtkirche                |      | II/P    | 21       | Mitarbeit beim Orgelneubau; teilweise erhalten (heute III/P/28) → Orgel |
| 1751–1753 | Kirchhain       | St. Michael                    |      | I/P     | 16       | Gehäuse erhalten |
| 1753      | Ober-Gleen      | Ev. Kirche                     |      | I/P     | 11       | Teilweise erhalten → Orgel |
| 1758      | Kleinseelheim   | Ev. Kirche                     |      | I/P     | 10       | 1846 Umbau durch Peter Dickel; Gehäuse und 7 Register erhalten |
| 1757–1760 | Nieder-Gemünden | Ev. Kirche                     |      | I/P     | 11       | Weitgehend erhalten |
| 1763–1766 | Wetter          | Stift Wetter, Stiftskirche     |      | II/P    | 22       | Zwei Drittel der Register erhalten; Spieltisch und Traktur später ersetzt; 1997–1999 Restaurierung/Rekonstruktion sowie Ergänzung um drei Pedalregister auf separater Lade durch Förster & Nicolaus Orgelbau (1997–1999); heute II/P/25 |
| 1764–1766 | Wetzlar         | Hospitalkirche                 |      | I/P     | 15       | 1874 durch eine Knauf-Orgel ersetzt; Gehäuse erhalten |
| 1767      | Josbach         | Ev.-luth. Kirche               |      | I       | 8        | 1967 Umbau durch Werner Bosch; Gehäuse und 4 Register von Heinemann erhalten |
| 1767–1769 | Breidenbach     | Ev. Kirche                     |      | I/P     | 14       | Weitgehend erhalten, 1971/1972 von Hillebrand restauriert |
| 1769–1771 | Ziegenhain      | Schlosskirche                  |      | I/P     | 14       | Prospekt wie Breidenbach; 1847–1849 Erweiterungsumbau durch August Röth (II/P/20), 1963–1965 Umbau durch Euler; im Hauptwerk 3 Register ganz und 1 teilweise erhalten                                                                   |
| 1772      | Geiß-Nidda      | Ev. Kirche                     |      | I/P     | 9        | Nicht erhalten |
| 1773      | Viermünden      | Ev. Kirche                     |      | I       | 5        | Gehäuse möglicherweise in Gellershausen erhalten |
| 1776      | Laufdorf        | Ev. Kirche                     |      | I/P     |          | Gehäuse erhalten |
| 1776      | Trais-Horloff   | Ev. Kirche                     |      | I/P     | 13       | Zuschreibung; verschiedene Umbauten |
| 1777/1778 | Kirchberg       | Ev. Kirche                     |      | I/P     | 11       | Weitgehend erhalten |
| 1780      | Gießen          | Burgkirche                     |      | II/P    | 22       | Zuschreibung; 1821 Überführung in die neu erbaute Stadtkirche; nicht erhalten |
| 1781      | Nidda           | Stadtkirche zum Heiligen Geist |      | I/P     | 14       | 1935 ersetzt; 2018 Neubau von Hermann Eule Orgelbau Bautzen im hessisch-mitteldeutschen Barockstil hinter erhaltenem Prospekt |
| 1784      | Ortenberg       | Marienkirche                   |      | I/P     |          | 1939 ersetzt; Gehäuse erhalten |
| 1792      | Kirch-Göns      | Ev. Kirche                     |      | I/p     | 8        | ausgeführt von Johann Peter Rühl; 1862 Umbau durch Adam Karl Bernhard; fast vollständig erhalten |
| 1794      | Dauernheim      | Dreifaltigkeitskirche          |      | I/P     | 15       | Zusammen mit Rühl; ein Großteil der Register erhalten |
| 1797      | Freienseen      | Ev. Kirche                     |      | I/P     | 14       | Zusammen mit Rühl; weitgehend erhalten |

## Aufnahmen/Tonträger
- Orgelmusik an der Heinemann-Orgel in Wetter. AV Studio Helmut Buchholz, AV-9-00-1000 (Klaus-Jürgen Höfer und Christian Zierenberg mit Werken von J.S. Bach, D. Buxtehude, J.L. Krebs, C.H. Rinck)
- Musik aus sächsischen Schlosskirchen: Werke für Barockoboe und Orgel um und nach Bach. Cantate, C 58038, 2008 (Concerto Royal Köln mit W. Kronenberg an der Orgel in Wetter: Werke von J.S. Bach, G.F. Eberhardt, G.A. Homilius, J.L. Krebs, C.G. Tag)